# Enfermedad renal crónica
La enfermedad renal crónica (ERC) o insuficiencia renal crónica (IRC) es una pérdida progresiva (por tres meses o más) e irreversible de las funciones renales, cuyo grado de afección se determina con un filtrado glomerular (FG) <60 ml/min/1.73 m². Como consecuencia, los riñones pierden su capacidad para eliminar desechos, concentrar la orina y conservar los electrolitos en la sangre.
Los síntomas de un deterioro de la función renal son inespecíficos y pueden incluir una sensación de malestar general y una reducción del apetito. A menudo, la enfermedad renal crónica se diagnostica como resultado del estudio en personas en las que se sabe que están en riesgo de problemas renales, tales como aquellos con presión arterial alta o diabetes y aquellos con parientes con enfermedad renal crónica. La insuficiencia renal crónica también puede ser identificada cuando conduce a una de sus reconocidas complicaciones, como las enfermedades cardiovasculares, anemia o pericarditis.

## Epidemiología
Se ha estimado que al menos 8 millones de estadounidenses tienen una velocidad de filtración glomerular (VFG) disminuida en grado leve a moderado (fases 3 y 4 con una VFG 30-59 y 15-29 mL/min/1,73 m² respectivamente). En Estados Unidos, se ha encontrado que la prevalencia de la enfermedad renal crónica abarca aproximadamente a un 13% de la población general, y que aumenta con la edad. La prevalencia de una baja velocidad de filtración glomerular suele ser más baja entre mexicanos viviendo en los Estados Unidos que la población blanca. En Chile, la prevalencia de la ERC en fases 3 y 4 es 5,7% y 0,2%, respectivamente. En España el número de pacientes en diálisis a finales del año 2002 era de 6.620 con un incremento anual del 4%. Algunos estudios preliminares en las áreas suburbanas de grandes ciudades españolas sitúan la prevalencia global en 99 pacientes con IRC por cada enfermo en diálisis.
El retardo de crecimiento y el desarrollo puberal muy tardío siguen siendo uno de los serios problemas de los niños con insuficiencia renal crónica.
La nefropatía mesoamericana (MeN) prevalece en las comunidades agrícolas de las tierras bajas costeras del Océano Pacífico en Mesoamérica.

## Etiología
Las causas más comunes de ERC son la nefropatía diabética, hipertensión arterial, y glomerulonefritis. Juntas, causan aproximadamente el 75% de todos los casos en adultos. Ciertas áreas geográficas tienen una alta incidencia de nefropatía de HIV.
En la práctica clínica, la mayoría de las nefropatías progresan lentamente hacia la pérdida definitiva de la función renal. Históricamente, las enfermedades del riñón han sido clasificadas según la parte de la anatomía renal que está implicada:
- Vascular, incluye enfermedades de los grandes vasos sanguíneos, como estenosis de la arteria renal bilateral, y enfermedades de los vasos sanguíneos pequeños, como nefropatía isquémica, síndrome urémico hemolítico y vasculitis
- Glomerular, abarcando a un grupo diverso y subclasificado en:
  - Enfermedad glomerular primaria, como glomeruloesclerosis focal y segmentaria y nefropatía por IgA
  - Enfermedad glomerular secundaria, como nefropatía diabética y nefritis lupus
- Tubulo intersticial, incluyendo enfermedad poliquística renal, nefritis tubulointersticial crónica inducida por drogas o toxinas, y nefropatía de reflujo
- Obstructiva, por ejemplo con piedras del riñón bilaterales y enfermedades de la próstata

## Cuadro clínico
Los pacientes de ERC sufren de aterosclerosis acelerada y tienen incidencia más alta de enfermedades cardiovasculares, con un pronóstico más pobre.
Inicialmente no tiene síntomas específicos y solamente puede ser detectada como un aumento en la creatinina del plasma sanguíneo. A medida que la función del riñón disminuye:
- La presión arterial está incrementada debido a la sobrecarga de líquidos y a la producción de hormonas vasoactivas que conducen a la hipertensión y a una insuficiencia cardíaca congestiva
- La urea se acumula, conduciendo a la azoemia y en última instancia a la uremia (los síntomas van desde el letargo a la pericarditis y a la encefalopatía)
- El potasio se acumula en la sangre (lo que se conoce como hiperpotasemia), con síntomas que van desde malestar general a arritmias cardiacas fatales
- Se disminuye la síntesis de eritropoyetina (conduciendo a la anemia y causando fatiga)
- Sobrecarga de volumen de líquido, los síntomas van desde edema suave al edema agudo de pulmón peligroso para la vida
- La hiperfosfatemia, debido a la retención de fosfato que conlleva a la hipocalcemia (asociado además con la deficiencia de vitamina D3) y al hiperparatiroidismo secundario, que conduce a la osteoporosis renal, osteítis fibrosa y a la calcificación vascular
- La acidosis metabólica, debido a la generación disminuida de bicarbonato por el riñón, conduce a respiración incómoda y después al empeoramiento de la salud de los huesos

En las etapas iniciales de la ERC, cuando las manifestaciones clínicas y resultados de laboratorio son mínimas o inexistentes, el diagnóstico puede ser sugerido por la asociación de manifestaciones inespecíficos por parte del paciente, tales como fatiga, anorexia, pérdida de peso, picazón, náuseas o hemólisis, la hipertensión, poliuria, nicturia, hematuria o edema. Los principales síntomas son: nicturia, poliuria u oliguria, edema, hipertensión arterial, debilidad, fatiga, anorexia, náuseas, vómito, insomnio, calambres, picazón, palidez cutánea, xerosis, miopatía proximal, dismenorrea y/o amenorrea, atrofia testicular, impotencia, déficit cognitivos o de atención, confusión, somnolencia, obnubilación y coma.

## Diagnóstico
En muchos pacientes con ERC, ya son conocidas enfermedades renales previas u otras enfermedades subyacentes. Un número pequeño presenta con ERC de causa desconocida. En estos pacientes, ocasionalmente una causa es identificada retrospectivamente.
Es importante distinguir la ERC de la insuficiencia renal aguda (IRA) porque la IRA puede ser reversible. Comúnmente es realizado el ultrasonido abdominal, en el cual se mide el tamaño de los riñones. Los riñones en la ERC usualmente son más pequeños que los riñones normales (< 9 cm), con excepciones notables por ejemplo en la nefropatía diabética y en la enfermedad del riñón poliquistico. Otra pista de diagnóstico que ayuda a diferenciar la ERC de la IRA es un aumento gradual de la creatinina del suero (sobre varios meses o años) en comparación con un aumento repentino en la creatinina del suero (de varios días a semanas). Si estos niveles no están disponibles (porque el paciente ha estado bien y no ha tenido ningún análisis de sangre), ocasionalmente es necesario tratar a un paciente brevemente como si tuviera IRA hasta que se establezca si el empeoramiento renal es irreversible.
En los pacientes con insuficiencia renal crónica tratados con diálisis estándar se van acumulando numerosas toxinas urémicas (ver el enlace). Estas toxinas muestran varias actividades citotóxicas en el suero, tienen diversos pesos moleculares y algunas de ellas están enlazadas a otras proteínas, primariamente a la albúmina. Tales sustancias tóxicas, ligadas a proteínas, están recibiendo la atención de los científicos interesados en mejorar los procedimientos estándar hoy usados para la diálisis crónica.

### Velocidad de filtración glomerular
| Características | Estadiaje | Porcentaje |
| --- | --------- | ---------- |
| Disminuye ligeramente la función renal, daño renal† con VFG >90 ml/min/1.73 m². | Etapa 1   | 3,3%       |
| Leve reducción de la VFG (60-89 ml/min/1.73 m²) con daño renal.† | Etapa 2   | 3,0%       |
| VFG = 30-59 ml/min/1.73 m².* | Etapa 3   | 4,3%       |
| Severa reducción de la VFG (15-29 ml/min/1.73 m²). Etapa de preparación para la terapia de reemplazo renal. | Etapa 4   | 0,2%       |
| Establecida la insuficiencia renal: VFG <15 ml/min/1.73 m². Inminente terapia de reemplazo renal. | Etapa 5   | 0,1%       |
| †El daño renal se define como alteraciones patológicas o marcadores de daño, incluyendo anormalidades en la sangre, en orina o en estudios de imagen. *Las directrices británicas distinguen entre una etapa 3A (VFG 45-59) y una etapa 3B (VFG 30-44) para fines diagnósticos y de remisión. |           |            |

Todos individuo con una velocidad de filtración glomerular (VFG) <60 ml/min/1.73 m² durante 3 meses se clasifica dentro de una enfermedad renal crónica, independientemente de la presencia o no de daño renal. La justificación para la inclusión de estas personas es que la reducción de la función renal con estos valores o aún inferiores representa la pérdida de la mitad o más de la función renal normal de un adulto, que puede estar asociada con varias complicaciones.
Igualmente, todos los pacientes con daño renal se clasifican dentro de una enfermedad renal crónica, independientemente del nivel de tasa de filtración glomerular. La justificación para la inclusión de personas con una VFG de 60 ml/min/1.73 m² es que la VFG puede ser sostenida en niveles normales o aún inferiores a pesar de daño renal y que los pacientes con daño renal tienen mayor riesgo de las dos principales complicaciones de la enfermedad renal crónica: pérdida total de la función renal y el desarrollo de enfermedades cardiovasculares.
La pérdida de proteínas en la orina es considerada como un marcador independiente de empeoramiento de la función renal y enfermedad cardiovascular. Por lo tanto, ciertas directrices como la británica añaden la letra "P" a la etapa de enfermedad renal crónica, si existe una importante pérdida de proteínas.

## Tratamiento

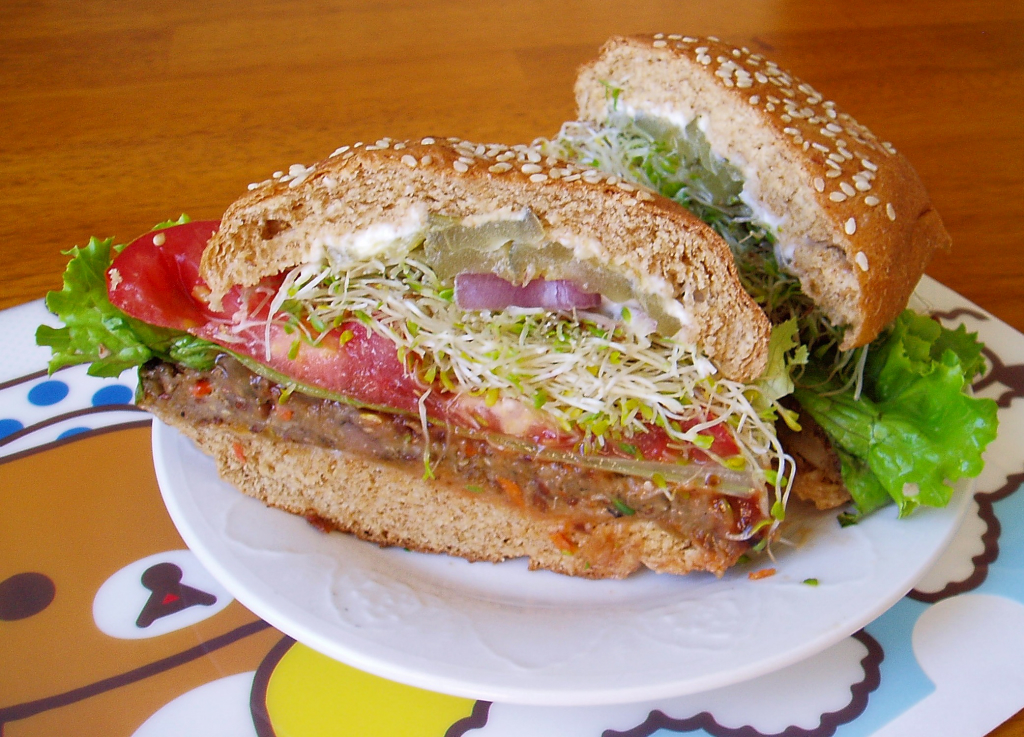
Hamburguesa vegetal: Una dieta baja en proteína se utiliza para las personas con función renal anormal con el fin de prevenir el empeoramiento de su enfermedad renal.

La meta de la terapia es retrasar o parar la progresión, de otra manera implacable, de ERC a IRCT. El control de la presión arterial y el tratamiento de la enfermedad original, siempre que sea factible, son los amplios principios de dirección. Generalmente, son usados los Inhibidores de la enzima convertidora de angiotensina (IECAs), o el antagonista de los receptores de angiotensina II (ARA II), dado que se ha encontrado que ellos retardan la progresión a IRCT.
La dieta hipoproteica (0,8 g de proteínas/kg de peso del paciente/día) retrasa la aparición de los síntomas de uremia, un efecto especialmente útil ante TFG<25 ml/min, sin embargo, son terapias que deben ser manejadas por nutricionistas capacitados, pues dietas con un aporte menor de proteínas pueden ocasionar un balance nitrogenado negativo que contribuye a una desnutrición. Igualmente importante para prevenir la malnutrición en pacientes con ERC es el manejo de las calorías, con un aporte aproximado de 35 Kcal/kg/día.
Usualmente es necesario el reemplazo de la eritropoyetina y la vitamina D3, dos hormonas procesadas por el riñón, al igual que el calcio. Los quelantes de fosfato son usados para controlar los niveles de fosfato en el suero, que usualmente están elevados en la insuficiencia renal crónica.
Después de que ocurra el IRCT, se requiere la terapia de reemplazo renal, en la forma de diálisis o de un trasplante.

### Etapa 1
Los pacientes en el estado 1 suelen ser asintomáticos. El plan de acción clínica se centra en el diagnóstico y el tratamiento de la causa subyacente de la nefropatía crónica, por ejemplo, diabetes o hipertensión arterial, el tratamiento de las enfermedades concomitantes, las intervenciones para ralentizar la progresión y la reducción del riesgo de enfermedad cardiovascular.

### Etapa 2
Los síntomas clínicos relativos a la disfunción renal siguen siendo poco habituales durante la etapa 2. El plan de acción clínica se centra en la evaluación y la prevención de la progresión de la enfermedad. La tasa de progresión de la IRC es variable y depende de la causa subyacente del daño renal. Generalmente, la reducción de la TFG se produce durante un período de varios años.

### Etapa 3
A partir de la etapa 3, los pacientes pueden presentar signos y síntomas clínicos relacionados con las complicaciones de la insuficiencia renal (por ejemplo, anemia y trastornos en el metabolismo mineral); en esta fase, el plan de acción comprende la evaluación y el tratamiento de las complicaciones causadas por la IRC.
Actualmente la etapa 3 se ha especificado de acuerdo a la función del riñón, dividiéndola en:
Etapa 3A: ligeramente disminuida la función del riñón.
Etapa 3B: moderadamente disminuida la función del riñón.
Ambas nuevas divisiones de la etapa 3, dadas por el tiempo de filtrado glomerular, y actualmente dado por la detección a través de la albuminuria y microalbuminuria.

### Etapa 4 y 5
Los pacientes de la etapa 4 pueden presentar anomalías de laboratorio y clínicas significativas relacionadas con la disfunción renal. El plan de acción de la fase 5 comprende la preparación del paciente para el tratamiento de sustitución renal, es decir, diálisis o trasplante renal.
Las personas que requieren diálisis se consideran pacientes con nefropatía en fase terminal.

### Reemplazo renal
A medida que un paciente va aproximándose a la insuficiencia renal, deberán irse evaluando las
opciones de tratamiento de sustitución renal. Dichas opciones son la diálisis y el trasplante. Las opciones de diálisis son:
1. Hemodiálisis (uso de un riñón artificial), que es la forma más habitual de diálisis. Se realiza normalmente en un centro de diálisis tres veces a la semana durante 3-5 horas por sesión
2. Diálisis peritoneal: el uso del revestimiento abdominal como filtro natural, que suele aplicarse a diario en el hogar del paciente

### Trasplantes
El trasplante renal restituye la función renal sin necesidad de diálisis, aunque muchos candidatos a trasplantes comienzan su tratamiento de sustitución renal con diálisis mientras esperan un trasplante.
Se ha documentado una mayor calidad de vida y una mayor supervivencia a largo plazo con la opción del trasplante frente a la diálisis.
La cirugía de trasplante renal implica la colocación de un nuevo riñón en la pelvis sin extraer los que están fallando. Algunos pacientes necesitan un período de diálisis antes de que el nuevo riñón comience a funcionar.
La tasa de supervivencia a 10 años para los pacientes sometidos a tratamiento de sustitución renal es del 64% para los pacientes tras un primer trasplante renal y de tan solo el 11% para los pacientes dializados[cita requerida].

## Mecanismos de compensación
Al haber una nefropatia unilateral el riñón restante puede tomar las funciones del faltante lo que se le conoce como una "hipertrofia compensadora" ocurre un incremento de tamaño de las nefronas las razones por lo que esto ocurre está medido por moléculas vasoactivas, citocinas y factores de crecimiento y se debe inicialmente a una hiperfiltración adaptadora, a su vez mediada por un aumento de la presión y el flujo capilares glomerulares. La acción hiperfiltradora de los riñones es sin efectos nocivos, también se ve esta acción en embarazadas o en personas con defecto congénito que nacen con un solo riñón.
Entre los factores que pueden dificultar el tratamiento del paciente están:
- Problemas relacionados con la enfermedad, por ejemplo, progresión rápida de la IRC o ausencia de síntomas
- Factores relacionados con el paciente como la falta de comprensión, miedo, negación o no conformidad al tratamiento
- Factores relacionados con el médico incluyendo falta de experiencia en enfermedades renales por parte de algunos médicos de atención primaria. Escasez de nefrólogos, que haga que los médicos de atención primaria deban asumir una mayor parte de la atención de los pacientes en prediálisis
- Problemas relacionados con el sistema sanitario, por ejemplo, políticas de reembolso del gasto sanitario

## Pronóstico

La hemodiálisis es una de las opciones de tratamiento para reemplazar las funciones renales si los riñones fallan durante el curso de una enfermedad renal crónica.

El pronóstico de pacientes con enfermedad crónica del riñón vistos como datos epidemiológicos han  demostrado que todos causan aumentos de la mortalidad a medida que la función del riñón disminuye (índice de mortalidad total). La causa principal de muerte en pacientes con enfermedad crónica del riñón es por enfermedades cardiovasculares, sin importar si hay progresión a IRCT.
Mientras que las terapias de reemplazo renal pueden mantener a los pacientes indefinidamente y prolongar su vida, la calidad de vida es severamente afectada. El trasplante renal aumenta significativamente la supervivencia de los pacientes con IRCT cuando se compara a otras opciones terapéuticas. Sin embargo, es asociado a una mortalidad incrementada a corto plazo (debido a las complicaciones de la cirugía). Apartando el trasplante, la hemodiálisis doméstica aparece estar asociada a una supervivencia mejorada y a una mayor calidad de vida, cuando se compara a la hemodiálisis convencional de tres veces a la semana y a la diálisis peritoneal.

## Complicaciones

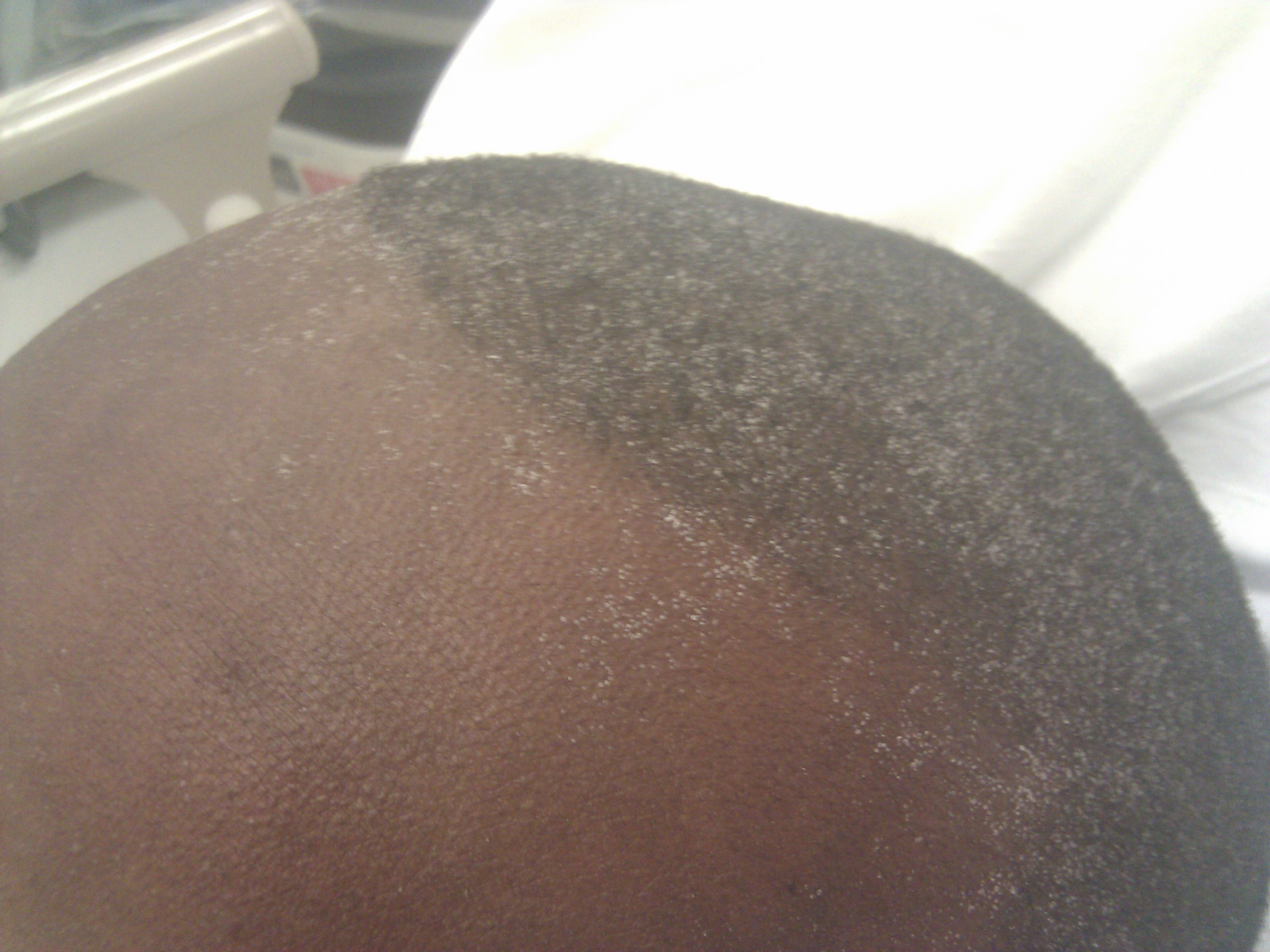
Uremic frost present on the forehead and scalp of a young Afro-Caribbean male with a history of hypertension who presented

A medida que progresa la enfermedad renal, el trastorno de las funciones excretoras y reguladoras de los riñones da lugar a complicaciones que afectan prácticamente a todos los sistemas orgánicos. Las complicaciones más frecuentes asociadas a la IRC son hipertensión, anemia, dislipidemia, osteopatía, malnutrición, neuropatía, mayor riesgo de enfermedad cardiovascular, trastornos funcionales y una reducción del bienestar del paciente.
La prevalencia y la gravedad de las complicaciones normalmente aumentan con una TFG <60 ml/min/1,73 m², es decir, a partir de la IRC etapa 3. No obstante, algunas complicaciones, incluyendo la hipertensión arterial y la anemia, pueden manifestarse relativamente pronto en el curso de la enfermedad renal. La prevención y el tratamiento de las complicaciones es esencial para ralentizar la progresión de la IRC y mantener la calidad de vida de los pacientes.

### Hipertensión
La hipertensión arterial es tanto una causa como una complicación de la IRC. Como complicación, la hipertensión arterial puede manifestarse incluso con ligeras reducciones de la TFG. Los efectos adversos asociados a la hipertensión no controlada incluyen progresión acelerada de la IRC, desarrollo precoz y progresión más rápida de la enfermedad cardiovascular y mayor riesgo
de accidente cerebrovascular.
El tratamiento antihipertensivo comprende cambios en el estilo de vida y tratamiento farmacológico hasta mantener una presión arterial objetivo <130/80 mm Hg. Los inhibidores de la enzima de conversión de la angiotensina (IECA) y los bloqueadores del receptor de la angiotensina son los fármacos de primera elección. Además de disminuir la presión arterial, se ha demostrado que estos agentes reducen la proteinuria y ralentizan la progresión de la IRC.

### Anemia
Aproximadamente una cuarta parte de los pacientes con NC en las primeras fases presentan anemia renal; la tasa de prevalencia aumenta hasta aproximadamente el 75% en la fase terminal, cuando se hace necesaria la diálisis. Otros autores consideran que esta cifra puede llegar hasta el 95% en los pacientes dializados. Se espera que la carga de la anemia renal aumente significativamente durante los siguientes años mientras siga aumentando la incidencia de enfermedades como la diabetes, una de las principales causas de IRC.
La anemia consiste en la disminución de glóbulos rojos y hemoglobina en la sangre, que tiene como consecuencia una menor capacidad de ésta para transportar oxígeno. La principal causa de anemia en pacientes con NC es la incapacidad de los riñones afectados para secretar la cantidad suficiente de eritropoyetina, una hormona que regula la producción de glóbulos rojos. Otros factores que pueden contribuir a la anemia son la deficiencia de hierro, la menor vida de los glóbulos rojos en presencia de uremia, hemorragias gastrointestinales, hiperparatiroidismo grave, malnutrición proteica e inflamación.
Los estudios realizados sugieren que el tratamiento de la anemia (cuando la concentración de hemoglobina sea < 13,5 g/dl en hombres y <11,5 g/dl en mujeres) puede ralentizar la progresión de la IRC.

### Acidosis metabólica
Los trastornos del equilibrio ácido-base son una complicación importante en pacientes con IRC en Estadio avanzado, esto se debe a que el riñón es un principal regulador en el equilibrio ácido-básico del organismo, excretando Hidrogeniones (H+) y reteniendo bicarbonato (HCO3-) para mantener el equilibrio en situaciones como la alcalosis respiratoria o la acidosis respiratoria. Al no existir una adecuada excreción de H+ y una producción disminuida de HCO3- se produce una alteración paulatina del equilibrio ácido-básico, ocasionando Acidosis metabólica crónica.
En la actualidad la acidosis metabólica crónica es usada como un criterio de elegibilidad para diálisis en pacientes con IRC Estadio 5.

### Dislipidemia
La dislipidemia es un importante factor de riesgo de enfermedad cardiovascular y una complicación habitual de la IRC. La dislipidemia promueve la aterosclerosis, una enfermedad en la cual la placa cargada de colesterol se acumula en las paredes arteriales. La acumulación de placa produce un estrechamiento y una pérdida de elasticidad de las arterias que da como resultado un mayor riesgo de accidente cerebrovascular y de infarto agudo de miocardio.
Los enfoques del tratamiento de la dislipidemia engloban una dieta con un contenido alto en fibra y bajo en grasas saturadas, pérdida de peso y fármacos hipolipidemiantes como las estatinas, por ejemplo, simvastatina y atorvastatina.

### Equilibrio electrolítico
Los trastornos del metabolismo del calcio y del fósforo pueden manifestarse ya con la IRC en la etapa 3 y dar como resultado hiperparatiroidismo secundario y trastornos óseos (osteodistrofia renal). Los riñones desempeñan un importante papel en el mantenimiento de la salud ósea al activar la vitamina D, que aumenta la absorción del calcio por parte de los intestinos y que excreta el fosfato sobrante en la orina.
Los pacientes con IRC carecen de vitamina D activa y tienen retención de fosfato, lo que produce una deficiencia de calcio (hipocalcemia) y un exceso de fósforo (hiperfosfatemia) en la circulación. La deficiencia de calcio estimula la liberación de la hormona paratiroidea (PTH), que obtiene calcio de los huesos. Con el tiempo, las glándulas paratiroideas se hiperactivan y cada vez segregan mayores cantidades de PTH. Este trastorno, conocido como hiperparatiroidismo secundario, causa
importantes daños óseos, que provocan dolor de huesos, deformidades y un mayor riesgo de sufrir fracturas.
El hiperparatiroidismo secundario anula la eritropoyesis y contribuye a la anemia en los pacientes con NC. Por otra parte, promueve la calcificación vascular, que a su vez aumenta el riesgo de enfermedad cardiovascular.
Las estrategias para prevenir y tratar el hiperparatiroidismo secundario y los trastornos óseos abarcan la suplementación de vitamina D, la restricción del fósforo en la dieta, el uso de fijadores del fosfato (que reducen la absorción de fósforo de la sangre) y el uso de medicamentos que inhiben la secreción de PTH, como la vitamina D activa.

### Malnutrición
Los pacientes con IRC corren el riesgo de sufrir malnutrición, asociada a una mayor morbimortalidad. Diversos factores de la enfermedad renal aumentan el riesgo de malnutrición, incluyendo las restricciones de la dieta, los trastornos del metabolismo proteico y energético, los desequilibrios hormonales, la proteinuria, la pérdida de apetito y la sensación alterada del gusto relacionada con el empeoramiento de la función renal.

### Neuropatía
La neuropatía se asocia habitualmente a la IRC. Los síntomas relacionados con la disfunción nerviosa aumentan su frecuencia y gravedad cuando la enfermedad renal progresa hacia la fase terminal.
Los síntomas del sistema nervioso central asociados a una reducción de la función renal incluyen fatiga, dificultad para concentrarse, problemas de memoria y trastornos del sueño. Cuando están afectados los nervios periféricos, los pacientes pueden manifestar sensaciones anómalas como prurito y escozor y calambres o debilidad muscular.
Los síntomas de neuropatía autónoma incluyen trastornos del ritmo cardíaco y variaciones de la presión arterial. El desarrollo y la progresión de síntomas neurológicos pueden indicar la necesidad de iniciar un tratamiento de sustitución renal. Algunos síntomas pueden mejorar con la diálisis.

### Enfermedad cardiovascular
La enfermedad cardiovascular es la principal causa de morbimortalidad en los pacientes con IRC en cualquiera de sus fases. Las personas con NC son más propensas a morir de ECV que a desarrollar una insuficiencia renal.

### Infecciones orales
La prevalencia de la periodontitis apical y la enfermedad periodontal (periodontitis) en pacientes con enfermedad renal crónica varía según la fase de tratamiento de la enfermedad. Se ha observado que las infecciones orales son más frecuentes en las etapas avanzadas de la ERC. Por lo tanto, es crucial incorporar el tratamiento de las infecciones orales en la planificación integral del cuidado de los pacientes que sufren de ERC.